# Octavio: La metamórfica historia de Octavio Ocampo
Octavio: La metamórfica historia de Octavio Ocampo es una película biopic sobre el célebre pintor mexicano Octavio Ocampo, su estreno está anunciado para el otoño del 2011 en México. La película está dirigida por el director mexicano José Antonio Torres, siendo esta su ópera prima en cine.

## Sinopsis
La película es un documental que captura las raíces familiares, académicas y culturales que convirtieron al pintor Octavio Ocampo en uno de los pintores mexicanos más reconocidos a nivel internacional. Pues por primera vez, el artista abre las puertas de su casa, para tener contacto con sus padres y hermanos (todos provienen de raíces artísticas), sus primeros dibujos, las narraciones anécdoticas de su madrina artística María Luisa "La China" Mendoza y a su taller donde ha realizado la mayor parte de su obra.

## Elenco
- Octavio Ocampo, pintor y creador del estilo de pintura denominado "Metamórfico".
- Rafael Ángel Ocampo, padre de Octavio.
- Octaviana González, madre de Octavio.
- Eduardo Ocampo, hermano de Octavio.
- Gregorio Ocampo, hermano de Octavio.
- María Luisa "La China" Mendoza, periodista y escritora mexicana.